# اچ‌ام‌اس کوپار (۱۹۱۸)
اچ‌ام‌اس کوپار (۱۹۱۸) (به انگلیسی: HMS Cupar (1918)) یک کشتی بود که طول آن ۲۳۱ فوت (۷۰ متر) بود. این کشتی در سال ۱۹۱۸ ساخته شد.